# Tom Coburn
Thomas Allen Coburn, detto Tom (Casper, 14 marzo 1948 – Tulsa, 28 marzo 2020), è stato un politico e medico statunitense, senatore per lo stato dell'Oklahoma dal 2005 al 2015 e membro della Camera dei Rappresentanti per lo stesso stato dal 1995 al 2001.

## Biografia
Nato nel Wyoming, Coburn compì gli studi in ragioneria ma dopo essersi operato per un melanoma decise di diventare medico. Laureatosi, esercitò per molti anni la professione di ostetrico e successivamente si dedicò alla politica con il Partito Repubblicano.
Nel 1994 venne eletto alla Camera dei Rappresentanti per lo Stato dell'Oklahoma, nonostante il distretto in cui si era presentato fosse molto favorevole ai democratici. Coburn lasciò il seggio nel 2001, mantenendo la promessa di non servire più di tre mandati e venne succeduto dal democratico Brad Carson.
Dopo una breve assenza dalla scena politica, nel 2004 Coburn si candidò al Senato e il suo avversario fu proprio Carson. Coburn comunque riuscì a sconfiggere il democratico piuttosto facilmente e venne eletto senatore. Nel 2010 fu riconfermato per un secondo mandato, promettendo all'elettorato che non ne avrebbe chiesto un altro nel 2016; Coburn abbandonò il Senato prima ancora della scadenza del mandato per motivi di salute, inviando una lettera di dimissioni alla governatrice Mary Fallin e lasciando il seggio nel gennaio del 2015.
Considerato uno dei membri più conservatori del GOP al Congresso, fu una voce indefessa della disciplina in temi fiscali, di spesa pubblica; nel campo dei diritti sociali, si profuse nell'opposizione all'aborto, fu sostenitore del diritto inalienabile alle armi, della contrarietà ai matrimoni omosessuali e della ricerca nel campo delle cellule staminali. Fu anche negatore del riscaldamento globale. 
Per le sue prese di posizione, i Democrats lo soprannominarono "Doctor NO".
Fu molto amico del Presidente Obama.
Sposato con Carolyn, Coburn ebbe tre figlie - Callie, Kelly e Sarah - una delle quali è una nota soprano.
Morì il 28 marzo 2020 dopo una battaglia di anni contro il cancro alla prostata; in precedenza era stato operato anche per cancro al colon e melanoma.